# Литвяківська сільська рада
Литвяківська сільська рада — колишній орган місцевого самоврядування у Лубенському районі Полтавської області з центром у c. Литвяки.

## Населені пункти
Сільраді були підпорядковані населені пункти:
- c. Литвяки
- c. Покровське
- c. Червоні Пологи

## Населення
Згідно з переписом УРСР 1989 року чисельність наявного населення сільської ради становила 1459 осіб, з яких 598 чоловіків та 861 жінка.
За переписом населення України 2001 року в сільській раді мешкали 1173 особи.

### Мова
Розподіл населення за рідною мовою за даними перепису 2001 року:
| Мова       | Відсоток |
| ---------- | -------- |
| українська | 98,81 %  |
| російська  | 1,02 %   |
| молдовська | 0,08 %   |